# Ségur-le-Château
Ségur-le-Château (en occitano, Segur lo Chasteu) es una comuna francesa situada en el departamento de Corrèze, en la región de Nueva Aquitania.
Es parte de la asociación Les Plus Beaux Villages de France (Los pueblos más bonitos de Francia).

## Demografía
| 400 | 401 | 323 | 304 | 269 | 245 | 202 |
| Para los censos de 1962 a 1999 la población legal corresponde a la población sin duplicidades (Fuente: INSEE [Consultar]) |     |     |     |     |     |     |